# Morphéine
Le terme de morphéine est parfois utilisé en référence à des protéines pouvant se replier d'au moins deux façons, chacun de ces modes de repliement s'assemblant en un homo-oligomère qui lui est spécifique, le réarrangement d'un oligomère en un autre n'étant possible qu'après la dissociation complète qui permet à chaque monomère de changer son mode de repliement : c'est la conformation des monomères qui détermine l'assemblage en oligomères.

## Concept

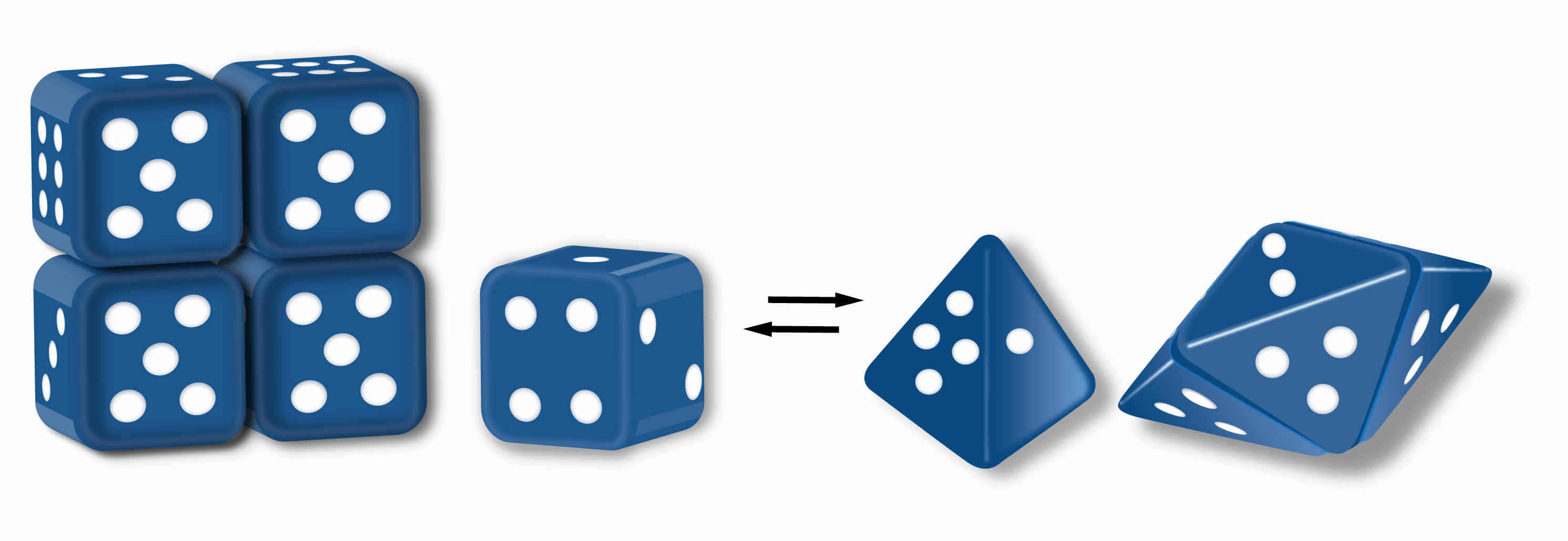
Illustration du concept de morphéine : dans cet exemple, l'interconversion entre le tétramère (à gauche) et le pentamère (à droite) nécessite la dissociation complète de ces oligomères pour permettre à chaque monomère de changer de conformation avant de se réarranger différemment.

Chaque oligomère est constitué d'un nombre fini de sous-unités et possède donc une stœchiométrie déterminée. L'interconversion des différentes formes des morphéines est possible sous les conditions physiologiques, et il peut s'établir un équilibre entre ces formes d'oligomères.
Ceci peut être illustré en représentant les monomères par des dés pouvant être tantôt cubiques (à six faces), tantôt tétraédriques (à quatre faces), ces dés pouvant s'assembler en mettant en contact leurs faces 1 et 4 : les cubes peuvent ainsi s'assembler en structures de quatre dés (tétramère), tandis que les tétraèdres peuvent s'assembler en structures de cinq dés (pentamère), le passage de l'un à l'autre nécessitant de dissocier entièrement ces structures pour permettre à chaque dé, libéré d'interactions avec ses voisins, de changer individuellement de forme.
Les différents oligomères jouent des rôles physiologiques différents et peuvent être à la base d'une régulation d'activité de type allostérique,,,. Contrairement au cas des prions ou des amyloïdes, il ne s'agit pas de repliements pathologiques s'opposant à des repliements sains. En revanche, une mutation conduisant à la modification de l'équilibre entre les différentes formes d'une morphéine peut être à l'origine d'une maladie conformationnelle semblable aux maladies à prions.

## Observations
Ce concept a été introduit au début du siècle pour décrire un mode de régulation allostérique utilisé par certaines enzymes fonctionnant en oligomères actifs. La première de telles enzymes ayant été identifiée avec certitude est la porphobilinogène synthase,,. L'examen de la littérature relative aux enzymes et à leur régulation laisse penser que ce mode de régulation n'est pas isolé.

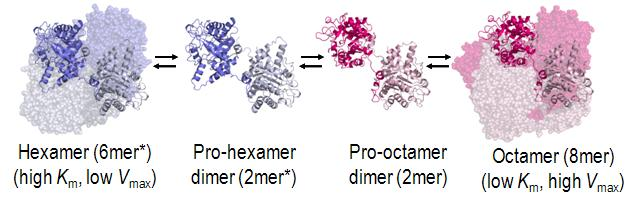
Régulation allostérique de la porphobilinogène synthase, fonctionnant comme une morphéine : l'unité structurelle de l'enzyme est un dimère susceptible de former, selon sa conformation, un octamère actif ou un hexamère inactif (PDB 1PV8[3]).

Les propriétés des morphéines pourraient être mises à profit pour créer des médicaments,.